# 427 Galene
A 427 Galene (ideiglenes jelöléssel 1897 DJ) a Naprendszer kisbolygóövében található aszteroida. Auguste Charlois fedezte fel 1897. augusztus 27-én.